# Design de interação
Design de interação é uma área do design especializada no projeto de artefatos interativos, como websites, PDAs, jogos eletrônicos e softwares.:xxxi,1 Autores e profissionais da área referem-se a este por meio dos acrônimos "iD" ou "IxD" (do inglês, Interaction Design) ou "DxI" (do português, Design de Interação).
O foco da pesquisa e do estudo em Design de Interação são as relações humanas tecidas através dos artefatos interativos, que funcionam também como meios de comunicação interpessoal.
O Design de Interação tornou-se motivo de estudos em grandes universidades dos Estados Unidos, como o MIT, a Carnegie Mellon University, a Savannah college of art and design, o Institudo Ivrea de design de interação, a Universidade de Iorque e o Royal College of Art. No Brasil, pós-graduações homônimas são oferecida pela PUC Minas (Belo Horizonte - MG), Instituto Faber-Ludens de Design de Interação (Curitiba - PR) e Universidade Positivo (Curitiba - PR). Já a PUC-SP(São Paulo) é a primeira instituição a oferecer a primeira graduação de Bacharelado em Design com linha de formação em Design de Interação no Brasil.

## Definição
(A definição de trabalho abaixo foi baseada na lista de discussão Interaction Designers.)
Design de Interação é uma vertente do design cuja filosofia prega o desenvolvimento de projetos a partir da aplicação de conceitos construídos com base na observação das experiências e de testes com usuários.
Sua aplicação visa a melhoria da relação homem-máquina, já que o sucesso de um produto no mercado depende muito da experiência interativa que ele pode proporcionar.
Estes são alguns benefícios:
- Adequar respostas do sistema às entradas do usuário
- Balancear interação e funcionalidade
- Prevenir erros do usuário

Aplicando estes conhecimentos, os designers de interação criam produtos e serviços de maior (usabilidade) sob o conceito do Design Centrado no Usuário, levando em conta os objetivos, funções, experiências, necessidades e desejos destes.
Visando o equilíbrio entre os anseios dos usuários, os negócios dos clientes e as possibilidades tecnológicas, os designers de interação superam desafios complexos e criam produtos e serviços inovadores.
Estes designers quase sempre trabalham em conjunto com especialistas em design gráfico, design de informação (ou arquitetura da informação), design industrial baseando-se em pesquisas sobre usuários (usabilidade), podendo atuar em mais de uma dessas atividades simultaneamente. Mas seu principal objetivo sempre é proporcionar a máxima interatividade do produto.
Designers de interação avançam explorando paradigmas e tirando proveito dos avanços tecnológicos. Enquanto a capacidade e complexidade dos dispositivos evoluem, estes profissionais tem um papel importante na consolidação da tecnologia como um grande benefício para as pessoas.
Perfil do Profissional
O designer de interação, na visão de Dan Saffer (USA), deve possuir sete atitudes:
1. Focar sempre no usuário – Saber entender o usuário é a chave do sucesso no design de interação, e a melhor forma de entendê-lo é questionando suas escolhas e observando suas ações.
2. Encontrar boas soluções – Desenvolver novos produtos e serviços implica criar as escolhas. Quando se tem duas opções, deve-se buscar sempre uma terceira.
3. Gerar muitas ideias e buscar uma prototipação rápida – Designers encontram suas soluções através da geração de muitas ideias. Para tangibilizar essas ideias, devem procurar montar protótipos rápidos, pois assim péssimas ideias são descartadas rapidamente após os primeiros testes.
4. Saber trabalhar de forma colaborativa – O design como ciência não está só, ele dialoga com vários campos do conhecimento humano. E o designer, da mesma forma, não deve se isolar. Ele deve trabalhar de forma colaborativa e utilizando vários recursos tecnológicos de comunicação.
5. Criar soluções apropriadas – O designer deve criar soluções apropriadas para determinado contexto em que os usuários estão inseridos. O contexto de uso do objeto ou do serviço deve estar em conformidade com o contexto histórico-social em que o indivíduo está inserido.
6. Desenvolver com um amplo campo de influências – A interdisciplinaridade deve fazer parte do dia a dia do designer de interação e com isso ele deve se inspirar na busca por novas soluções.
7. Saber incorporar a emoção para seus projetos – O aspecto emocional dentro do desenvolvimento de um produto é o elo entre as pessoas e os aparatos tecnológicos. Produtos sem o componente emocional estão desconectados das pessoas e são produtos sem vida.